# Noiva em Fuga
Runaway Bride (bra/prt: Noiva em Fuga) é um filme estadunidense de 1999, do gênero comédia romântica, estrelado por Julia Roberts e Richard Gere e dirigido por Garry Marshall. O roteiro foi escrito por Josann McGibbon, Audrey Wells e Sara Parriott.

## Elenco
- Julia Roberts como Maggie Carpenter, uma mulher que fugiu de três casamentos, mas continua na esperança de não fazê-lo em sua quarta tentativa de casamento
- Richard Gere como Ike Graham, um repórter de Nova York, que escreve um artigo sobre Maggie e depois se apaixona por ela. Seu verdadeiro nome é Homer
- Joan Cusack como Peggy Flemming ("não a patinadora de gelo", esta é uma piada no filme)
- Héctor Elizondo como Fisher
- Rita Wilson como Ellie Graham
- Paul Dooley como Walter Carpenter
- Christopher Meloni como Bob Kelly
- Lisa Roberts Gillan como Elaine de Manhattan
- Donal Logue como Padre Brian Norris
- Reg Rogers como George "Bug Guy" Swilling
- Yul Vazquez como Dead Head Gill Chavez
- Kathleen Marshall como prima Cindy
- Sela Ward como mulher tão bonita em bar
- Garry Marshall (não creditado) como primeiro homem da base no softball
- Laurie Metcalf (não creditada) como Betty Trout
- Larry Miller (não creditado) como barman de NY Kevin
- Emily Eby (não creditada) como repórter

## Histórico de produção
O filme estava em desenvolvimento há mais de uma década. Atores envolvidos em vários momentos: Anjelica Huston, Mary Steenburgen, Lorraine Bracco, Geena Davis, Demi Moore, Sandra Bullock, Ellen DeGeneres, Téa Leoni (para o papel de Maggie), Christopher Walken, Harrison Ford, Mel Gibson, Michael Douglas (para o papel de Ike) e Ben Affleck (para o papel de Bob). Diretor Michael Hoffman foi opção. Escritores Elaine May e Leslie Dixon refizeram roteiro que não foi utilizado.
Grande parte da produção do filme teve lugar na histórica Berlin, Maryland, que foi feita durante a tornar-se a cidade fictícia de Hale, Maryland. A rua principal, em Berlin, Maryland, bem como alguns dos monumentos como o Atlantic Hotel ficaram quase como estão durante a produção, enquanto alguns dos nomes comerciais na rua principal foram alteradas.
A música-tema é intitulado "Before I Fall in Love" e é cantada por Coco Lee.

## Lançamento

### Bilheteria
O filme estreou em 30 de julho de 1999, com 12 milhões de dólares no dia da abertura. Em sua semana de estreia, Noiva em Fuga alcançou a posição #1 com 35 055 556 dólares.
Até o final de seu prazo, o filme tinha arrecadado 152 257 509 dólares na bilheteria nacional e 157 202 783 dólares internacionalmente, arrecadando completamente 309 460 292 dólares em todo o mundo.

## Recepção crítica
O filme recebeu críticas mistas dos críticos. A revisão do site Rotten Tomatoes dá ao filme uma classificação de 46%, com o consenso chamando-a de "história clichê com a falta de química entre Richard Gere e Julia Roberts". Enquanto Richard Gere e Julia Roberts em seu segundo filme desde Pretty Woman, espectadores e críticos sentiram que o filme não foi tão bom quanto poderia ter sido. Originalmente, Marshall ia fazer uma sequência de Pretty Woman, mas ele fez esse filme em seu lugar.

## Trilha sonora
O filme possui uma trilha sonora muito bem dirigida que dá ao filme certamente uma maior qualidade.
1. "We're All In This Together" - Bonnie Tyler
2. "Ready to Run" - Dixie Chicks
3. "Sisters Are Doin' It For Themselves" - Eurythmics
4. "Maneater" - Hall & Oates
5. "From My Head to My Heart" - Evan e Jaron
6. "Blue Eyes Blue" - Eric Clapton
7. "And That's What Hurts" - Hall & Oates
8. "Never Saw Blue Like That" - Shawn Colvin
9. "You Can't Hurry Love" - Dixie Chicks
10. "You Sang to Me" - Marc Anthony
11. "You're the Only One for Me" - Allure
12. "Before I Fall in Love" - Coco Lee
13. "Where Were You (On Our Wedding Day?)" - Billy Joel
14. "It Never Entered My Mind" - Miles Davis
15. "Once in a Lifetime" - Kenny Loggins com a participação Human Nature
16. "It Will Take A Long Long Time" - Roxette

## Principais prêmios e indicações
American Comedy Awards 2000 (EUA)
- Venceu na categoria de Atriz Coadjuvante Mais Engraçada - Cinema (Joan Cusack).

MTV Movie Awards (EUA)
- Indicação na categoria de Melhor Atuação Feminina (Julia Roberts)

Prêmio ALMA 2000 (American Latino Media Arts Awards, EUA)
- Indicado na categoria de Melhor Ator - Cinema (Hector Elizondo)